# Instytut Ekspertyz Sądowych im. prof. dra Jana Sehna w Krakowie
Instytut Ekspertyz Sądowych im. prof. dra Jana Sehna w Krakowie – instytucja zajmująca się opiniowaniem dla potrzeb wymiaru sprawiedliwości, prowadzeniem badań naukowych i prac badawczo-rozwojowych oraz szkoleń z zakresu nauk sądowych. Instytut Ekspertyz Sądowych został utworzony w 1929 roku. 
W 1948 roku uznany został, obok 21 innych instytucji, za samodzielną placówkę naukowo-badawczą. Do 31 marca 2009 roku posiadał status jednostki naukowo-badawczej działającej na podstawie ustawy z dnia 25 lipca 1985 r. o jednostkach badawczo-rozwojowych. Od 1 kwietnia 2009 roku Instytut działa jako państwowa jednostka budżetowa podległa Ministerstwu Sprawiedliwości. Patronem Instytutu jest Jan Sehn.

## Działalność Instytutu
Przedmiotem działalności Instytutu jest m.in.:
1. Opracowywanie ekspertyz i wydawanie opinii na zlecenie sądów, prokuratur oraz innych podmiotów uprawnionych do prowadzenia postępowań na podstawie ustaw;
2. Prowadzenie badań naukowych oraz prac rozwojowych w zakresie nauk sądowych oraz przystosowywanie wyników badań naukowych i prac rozwojowych do zastosowania w praktyce, w szczególności do opracowywania ekspertyz oraz wydawania opinii na potrzeby organów ścigania i wymiaru sprawiedliwości;
3. Działalność szkoleniowa i edukacyjna oraz prowadzenie doskonalenia zawodowego, między innymi poprzez popularyzację wiedzy na temat możliwości badawczych współczesnych nauk sądowych, szczególnie wśród prawników i praktyków wymiaru sprawiedliwości, a także kształcenie kadr naukowych oraz biegłych sądowych;
4. Opracowywanie i wdrażanie standardów pracy laboratoriów sądowych i biegłych sądowych; opracowywanie, propagowanie i wdrażanie standardów pracy mających znaczenie dla zapewnienia dobrej praktyki laboratoryjnej oraz zarządzania wiedzą i jakością badań, a także podnoszenia poziomu ekspertyz sądowych;
5. Wydawanie periodycznych czasopism naukowych takich jak Problems of Forensic Sciences i Paragraf na drodze oraz organizacja konferencji, sympozjów i seminariów naukowych.

## Struktura organizacyjna[6]
Komórkami działalności podstawowej Instytutu są:
- wchodzące w skład Zakładu Toksykologii Sądowej:
  - Pracownia Analiz Toksykologicznych
  - Pracownia Badania Alkoholu i Narkotyków
- wchodzące w skład Zakładu Kryminalistyki:
  - Pracownia Badania Mikrośladów
  - Pracownia Badania Pisma Ręcznego i Dokumentów
  - Pracownia Daktyloskopii i Antropologii Sądowej
- wchodzące w skład Zakładu Badania Wypadków Drogowych:
  - Pracownia Badania Wypadków Drogowych w Krakowie
  - Pracownia Badania Wypadków Drogowych w Gdańsku
  - Pracownia Badania Wypadków Drogowych w Poznaniu
- Zakład Psychologii Sądowej
- Pracownia Genetyki Sądowej
- Pracownia Analizy Mowy i Nagrań
- Pracownia Informatyki Sądowej.

Ponadto w Instytucie znajdują się komórki działalności wspomagającej:
- Sekcja Organizacji i Informacji Naukowej
- Dział Obsługi Działalności Opiniodawczej
- Dział Jakości
- Dział Obsługi Informatycznej
- Dział Administracyjno-Gospodarczy
- Dział Finansowo-Księgowy
- Dział Organizacji i Zarządzania
- Radca Prawny
- Inspektor Ochrony Danych
- Kancelaria Tajna (podległa Pełnomocnikowi do spraw Informacji Niejawnych)

W strukturze Instytutu funkcjonują ponadto:
- Pełnomocnik do spraw Jakości
- Pełnomocnikowi do spraw Informacji Niejawnych (któremu podlega Kancelaria Tajna)
- Zastępca Dyrektora do spraw Naukowych
- Dyrektor
- Rada Naukowa

## Jakość
Instytut posiada Certyfikat Akredytacji Laboratorium Badawczego Nr AB 1567 przyznany przez Polskie Centrum Akredytacji, potwierdzający spełnienie normy międzynarodowej PN-EN ISO/IEC 17025:2005 „Ogólne wymagania dotyczące kompetencji laboratoriów badawczych i wzorcujących”.

## Siedziba Instytutu
Główną siedzibą Instytutu jest eklektyczny pałac, wzniesiony pod koniec XIX stulecia u zbiegu ulic Westerplatte i Marii Skłodowskiej-Curie w Krakowie. Oprócz pałacyku w Krakowie, Instytut zajmuje także dwa sąsiednie budynki. W Gdańsku i w Poznaniu znajdują się filie Zakładu Badania Wypadków Drogowych Instytutu.